# Alf Simensen
Alf Simensen (9 dicembre 1896 – 4 dicembre 1983) è stato un calciatore norvegese, di ruolo attaccante.

## Carriera

### Giocatore

#### Club
Simensen giocò con la maglia del Sarpsborg.

#### Nazionale
Conta 3 presenze per la Norvegia. Esordì il 26 maggio 1918, in occasione della sconfitta per 2-0 contro la Svezia.

### Dopo il ritiro
Simensen fu allenatore del Molde nel 1929 e del Moss nel 1932.

## Palmarès

### Giocatore

#### Club

##### Competizioni nazionali
- Coppa di Norvegia: 2

Sarpsborg: 1917, 1929